# Laboratoires Boiron
Pour les articles homonymes, voir Boiron.
Les laboratoires Boiron sont une entreprise française qui fabrique et distribue des préparations homéopathiques. Elle possède 31 établissements de distribution en France métropolitaine, et 19 filiales en Outre-mer et à l'étranger.
Cotée à la bourse de Paris, l'entreprise est à plus de 69 % la propriété de la famille Boiron.

## Histoire
Dès 1911, René Baudry, pharmacien, se spécialise dans la fabrication du médicament homéopathique en créant, sur le conseil du Dr Vannier, un ami d'enfance, alors installé à Paris, une pharmacie homéopathique : la « Pharmacie générale homéopathique française », située au 68 boulevard Malesherbes, dans le 8e arrondissement. En 1922, Baudry quitte Paris pour Annonay, en Ardèche, après avoir vendu son affaire. En 1926, le docteur Vannier crée à Paris les « Laboratoires homéopathiques de France ».
En 1930, René Baudry rejoint le groupe des médecins homéopathes lyonnais et crée le « Laboratoire central homéopathique rhodanien », 38 rue Thomassin, à Lyon. Les médecins parisiens de l'École de l'homéopathie moderne l'invitent à revenir à Paris pour créer un laboratoire national de fabrication des médicaments homéopathiques. Il accepte à condition de conserver l'entité lyonnaise et recherche alors des confrères pour monter cette nouvelle société. Jean et Henri Boiron cherchent du travail. Ils viennent d'obtenir leur diplôme de pharmacie et sont également titulaires d'un doctorat ès sciences. Grâce au Dr Mondain, ils rencontrent René Baudry qui les engage.
En juin 1932, les frères Boiron créent à Paris, dans les locaux du 68 boulevard Malesherbes, le « Laboratoire central homéopathique de France » : si les frères jumeaux Boiron en sont les dirigeants, et les propriétaires en titre, le véritable financier est le publicitaire Lucien Levy. Un an après, René Baudry et Henri Boiron assurent le développement du laboratoire parisien qui devient les « Laboratoires homéopathiques modernes » (LHM). Jean Boiron, quant à lui, prend en charge le développement de l'entité lyonnaise qui devient la « Pharmacie homéopathique rhodanienne » (PHR).
En 1935, Jean Tétau (1901-1972), pharmacien, crée à Paris le « Laboratoire de pharmacologie homéopathique » (LPH), nom d'origine du laboratoire Dolisos ; le changement de nom a lieu en 1976.
En 1965, une monographie « Préparations homéopathiques » est introduite à la Pharmacopée française. C'est le début du remboursement de l'homéopathie par la Sécurité sociale.
En 1967, les Laboratoires Boiron se créent en réunissant : les Laboratoires homéopathiques Jean Boiron (PHR), Les Laboratoires homéopathiques Henri Boiron et les Laboratoires homéopathiques modernes (LHM). Boiron devient alors le leader mondial de l'homéopathie,.
En 1969, les Laboratoires Boiron créent une première usine dans le 8e arrondissement de Lyon. Ils reprennent alors toutes les fabrications faites en sous-traitance. C'est le début d'une forte expansion, 20 % à 30 % de croissance annuelle jusqu'en 1986.
Les années 1970 marquent le début de la succursalisation de la distribution des produits : création d'établissements à Toulouse, Lille, Bordeaux, Belfort, Nantes, Avignon et Grenoble.
En 1974, les Laboratoires Boiron déménagent à Sainte-Foy-lès-Lyon dans la banlieue lyonnaise pour faire face à l'expansion très rapide de l'homéopathie. Les locaux sont agrandis dès 1979.
En 1978, sous l'impulsion de Christian Boiron, nouveau directeur général et des représentants du personnel, se met en place une politique sociale originale basée sur la conviction que le social et l’économique sont deux dimensions de la réalité de l’entreprise à ne pas dissocier et à ne pas hiérarchiser : accords de préparation à la retraite, horaires libres, temps partiel choisi, partage des gains de productivité, aide à la création d'entreprise, à l'engagement dans la vie politique, aux projets personnels, etc.
La première filiale internationale est ouverte en 1979 en Italie.
En 1983, Christian Boiron succède à son père à la présidence de l'entreprise. Il développe la promotion des spécialités en faisant de la publicité auprès du public : Oscillococcinum, Stodal, Homéoplasmine, etc. Il ouvre une filiale aux États-Unis puis en Espagne.
L'Institut Boiron créé en 1985 accentue cet engagement et l'élargit au sein de la communauté médicale et scientifique internationale.
En 1987, Boiron est introduit en Bourse au deuxième marché de Lyon.
En 1988, Boiron rachète les laboratoires LHF, alors numéro trois français de l'homéopathie. Le chiffre d'affaires augmente ainsi de 30 %.
Au début des années 1990, le rachat du laboratoire marseillais Sibourg parachève la couverture nationale de Boiron.
Dans les années 1990, Christian Boiron est élu au conseil municipal de Lyon et devient adjoint au maire Michel Noir, chargé du développement économique et international.
En 1991, début des ventes en Pologne et en Tchécoslovaquie. C'est le début d'un développement de plus en plus poussé vers l'ensemble des pays de l'ancien bloc de l'Est : Hongrie, Roumanie, Bulgarie.
En 1995, Boiron s'étend à Messimy, dans les monts du Lyonnais sur un terrain de 18 hectares. Le site industriel comprend au départ les fabrications et conditionnements de comprimés, pommades, sirops et une seconde unité de teintures mères. Vient s'ajouter en 1998 la fabrication des granules puis en 2002 le magasin central d'expéditions et en 2003, l'extension du siège (trois bâtiments). En 2009, une nouvelle extension du siège est faite par ajout d'un bâtiment supplémentaire.
En 2004 intervient une première baisse importante du remboursement de l'homéopathie, de 65 % à 35 %, par la Sécurité sociale.
En 2005, Boiron fusionne avec Dolisos, filiale des Laboratoires Pierre Fabre, numéro deux mondial de l'homéopathie et entreprise largement déficitaire. Le chiffre d'affaires augmente de 30 %. Un plan de réorganisation et de rationalisation des services de production, distribution et commercial est entrepris entre juillet 2005 et décembre 2006. Dès 2006, l'entreprise retrouve son niveau de bénéfice d'avant la fusion.
En octobre, création d'une filiale en Russie. Oscillococcinum est le principal produit de cette filiale.
En 2005, afin de prendre du recul, Christian Boiron demeure président-directeur général des laboratoires Boiron, tout en coordonnant les activités Boiron Italie. Thierry Boiron, son frère, quitte la filiale Boiron USA pour devenir directeur général des laboratoires Boiron. Il développe une nouvelle politique en développant les principaux OTC (Oscillococcinum, Stodal, Sédatif PC, Camilia, etc.) dans le monde.
En 2009, création d'une filiale au Brésil. À la même époque Herbaxt est intégré sur le site de Montévrain (Seine-et-Marne) comme site de production sous le nom de Boiron. L'établissement de Montévrain fabrique principalement Camilia et Homéoptic.
Le 1er juillet 2011, Thierry Boiron devient président du conseil d'administration. À la même date, Christian Boiron devient à nouveau directeur général des laboratoires Boiron.
Le 17 décembre 2012, les Laboratoires Boiron annoncent le rachat des parts des laboratoires Pierre Fabre (15,5 %) ainsi que la réduction du capital social.
3 330 436 actions sont ainsi cédées au groupe familial Boiron pour 1 289 593 actions et à la société Boiron elle-même pour 2 040 843 actions.
Le 1er octobre 2013, les Laboratoires Boiron transfèrent leur siège social à Messimy dans les monts du Lyonnais après le déménagement de la direction générale, la direction du marketing, la direction juridique, la direction des affaires réglementaires, la recherche et la DRH. En 2014, Boiron achète 17 hectares de terrain sur Messimy pour agrandir son site et y construire un bâtiment de fabrication des tubes et doses. La construction démarre en 2016. Le site de Sainte Foy ne s'occupe plus de production et sera occupé par un établissement de distribution fin 2019,,.
Le 22 décembre 2015, Boiron annonce la création de sa vingtième filiale, en Inde. Elle a été fermée en décembre 2022 
Le 10 avril 2017, les Laboratoires Boiron annonce l'acquisition du Laboratoire Ferrier, jusque là propriété du Laboratoire Arkopharma.
Fin 2018, installation d'un nouvel entrepôt logistique sur la commune de Vindry-sur-Turdine près de Tarare dans le Rhône sur un terrain de 28 hectares.
Le 20 octobre 2023, la famille Boiron annonce avoir transféré l'intégralité de ses actions à la société Boiron Développement, désormais composée à 70% par les groupes familiaux Boiron Sodeva et Shb et à 30% par le groupe Ew Healthcare Partners.

### Crise de l'arrêt du remboursement des produits homéopathiques en France
En mars 2018, une tribune de professionnels de santé rappelle l'absence d'efficacité de l'homéopathie, dénonce les risques associés et s'insurge contre le remboursement des préparations homéopathiques,. Un débat public s'ensuit, et la ministre de la Santé Agnès Buzyn décide l'arrêt du remboursement des préparations homéopathiques : le pourcentage de remboursement passe de 30 % en 2019 à 15 % en 2020, puis 0 % à partir de 2021. En outre, les prescriptions par les médecins homéopathes baissent d'environ 50 %, mais les ventes par auto-médication passent de 30 % à 70 % du total des ventes. En parallèle, 5 facultés de médecine sur 7 arrêtent la formation de médecins homéopathes.
En janvier 2019, le directeur général Christian Boiron quitte le groupe familial en difficulté. Il est remplacé par Valérie Lorentz-Poinsot, précédemment directrice générale depuis 2012,.
En 2019, les Laboratoires Boiron possèdent, :
- 4 laboratoires de production en France : Messimy (Rhône), Sainte-Foy-lès-Lyon (Rhône), Montévrain (Seine-et-Marne), Montrichard (Loir-et-Cher) ;
- 28 établissements de distribution en France ;
- 20 filiales dans le monde.

En mars 2020, l'entreprise annonce avoir choisi de supprimer 646 postes en France, de licencier plus de 500 personnes, et de vendre ou de fermer 13 des 31 sites du groupe, à la suite des mauvais résultats économiques ayant suivi l'arrêt du remboursement de ses produits par la sécurité sociale. Dans le Loir-et-Cher, le site de Montrichard n'a pas réussi à trouver de repreneur. Par conséquent, le site, qui employait environ 80 personnes, a fermé le 31 décembre 2021.
Malgré la diminution de la demande, Boiron décide en 2020 de maintenir la totalité des 17 000 références existantes de son catalogue. L'entreprise décide également d'innover en matière d'homéopathie de spécialité, en simplifiant l'usage de ses spécialités. Elle décide de se diversifier en dehors de l'homéopathie ; c'est ainsi que le 19 mars 2020, en pleine crise internationale liée à l'épidémie de Covid-19, les laboratoires Boiron annoncent vouloir fabriquer du gel hydro-alcoolique afin d'en équiper l'établissement français du sang (EFS). La production de gel hydroalcoolique s'effectue sur le site de Messimy qui a toutes les compétences pour gérer cette nouvelle division,. Boiron s'intéresse désormais au marché des traitements à base de plantes et des compléments alimentaires, et même à la cosmétique sur mesure avec la prise de contrôle en 2022 d'ABBI dont le logiciel analyse les caractéristiques de la peau à partir d'une photo,.
Le 22 novembre 2024, Boiron annonce un nouveau plan de restructuration, entraînant la possible suppression de 145 emplois en France.

## Controverses
En 2013, la position de monopole de Boiron en France suscite des critiques aussi bien de partisans que de détracteurs de l'homéopathie : « Boiron est en train de répandre une homéopathie fast-food, avec toujours les mêmes remèdes standardisés, peu chers à fabriquer. Le McDo de l’homéopathie ! » ainsi que le définit un homéopathe. Certains vont même jusqu'à craindre « la fin de l'homéopathie ».

### Sur l'Oscillococcinum
L'entreprise est notamment connue pour l'Oscillococcinum, une préparation controversée en raison de l'absence totale de preuve de son efficacité. En juillet 2011, un blogueur italien dénonçant l’absence de molécules actives dans l’Oscillococcinum se voit menacé de poursuites par les Laboratoires Boiron.
Une action judiciaire collective a été intentée aux États-Unis contre cette préparation homéopathique. Pour éviter un jugement sur le fond d'un procès collectif intenté par tous les résidents de Californie qui ont acheté Oscillococcinum au cours des quatre dernières années, Boiron a consenti un accord transactionnel portant sur un montant de 5 millions de dollars,. Deux plaintes similaires ont été déposées au Canada en 2012. Un jugement rendu le 19 janvier 2015 à la Cour supérieure de Montréal a rejeté la demande d'ouverture d'une action de groupe.
En 2013, un homéopathe déclare à Lyon Capitale que l'Oscillococcinum  « est fait à partir de viscères de canards malades ».

### Sur l'Homéostick
En septembre 2017, le baume à lèvres Homéostick est épinglé par Que Choisir, il contient en effet, comme une dizaine d'autres produits cosmétiques, des substances suspectées d'être cancérigènes.

### Projet d'Urbanisation à Beauvechain, Belgique
Depuis 2019, Boiron est impliqué dans une proposition controversée de permis d'urbanisation à Beauvechain, en Belgique. En raison de l'hostilité d'une partie de la population locale, Boiron abandonne son projet d'implantation en 2021.

## Données financières et boursières
| Années                        | 2006  | 2007  | 2008  | 2009  | 2010  | 2011  | 2012  | 2013  | 2014  | 2015  | 2016  | 2017  | 2018  | 2019  | 2020  | 2021  |  |
| ----------------------------- | ----- | ----- | ----- | ----- | ----- | ----- | ----- | ----- | ----- | ----- | ----- | ----- | ----- | ----- | ----- | ----- |  |
| Chiffres d'affaires           | 398,7 | 434,3 | 466,7 | 526,1 | 520,4 | 523,2 | 566,3 | 617,7 | 609,7 | 607,8 | 614,5 | 617,5 | 604,2 | 557,1 | 513,6 | 455,2 |  |
| Résultat opérationnel         | 26,6  | 44,7  | 57,0  | 91,8  | 66,7  | 63,7  | 85,6  | 134,3 | 144,2 | 126,5 | 129,7 | 125,0 | 106,0 | 66,9  | 38,2  | 46,8  |  |
| Résultats nets part du groupe | 10,2  | 27,1  | 39,0  | 59,8  | 43,3  | 42.2  | 50,3  | 82,4  | 89,0  | 73,9  | 77,7  | 78,2  | 57,5  | 40,6  | 26,2  | 28,6  |  |
| Fonds propres                 | 229,9 | 249,9 | 270,2 | 313,3 | 343.6 | 368,4 | 326,2 | 391,7 | 379.7 | 416,0 | 469.5 | 517.5 | 486,0 | 496   | 507   | 521   |  |
| Dettes financières            | 17,3  | 1,64  | 2,13  | 3,80  | 4,39  | 2,12  | 2,52  | 1,89  | 5,66  | 5,66  |       |       |       |       |       |       |  |
| Investissements               | 14,9  | 20,0  | 24,1  | 41,6  | 37,3  | 53,1  | 19,1  | 24,2  | 22,1  | ?     | 34,2  | 51,1  | 39,4  | 37,5  |       |       |  |
| Trésorerie                    |       |       |       | 96,6  | 97,9  | 89,8  | 94,7  | 160   | 156   | ?     | 240   | 264,9 | 216,8 |       |       |       |  |

| Années                                       | 2007  | 2008  | 2009  | 2010  | 2011  | 2012  | 2013  | 2014  | 2015  | 2016  | 2017  | 2018  | 2019  | 2020  | 2021  | 2022  |
| -------------------------------------------- | ----- | ----- | ----- | ----- | ----- | ----- | ----- | ----- | ----- | ----- | ----- | ----- | ----- | ----- | ----- | ----- |
| Nombre d'actions cotées en millions          | 22,00 | 22,00 | 21,73 | 21,48 | 21,48 | 21,48 | 19,44 | 19,44 | 19,44 | 19,44 | 19,42 | 17,51 | 17,51 | 17,51 | 17,52 | 17,37 |
| Dividendes                                   | 0,55  | 0,60  | 0,70  | 0,70  | 0,70  | 0,90  | 1,20  | 1,50  | 1,50  | 1,60  | 1,60  | 1,45  | 1,05  | 0,95  | 0,95  |       |
| Capitalisation boursière en millions d'euros | 478   | 402   | 404   | 395   | 600   | 450   | 966   | 1 319 | 1 436 | 1 691 | 1 431 | 860   | 637   | 724   | 626   | 729   |

## Actionnaires
| Nom                                       | Part   |
| Famille de Jean Boiron                    | 45,4 % |
| Famille de Henri Boiron                   | 14,0 % |
| Natixis Investment Managers International | 5,64 % |
| Orfim SAS                                 | 5,01 % |
| Financière de l'échiquier SA              | 2,64 % |
| Orfimar SAS                               | 2,31 % |
| The Vanguard Group                        | 0,89 % |

Tableau mis à jour le 29 novembre 2023

## Activité de lobbying

### Auprès des institutions de l'Union européenne
Boiron est inscrit depuis 2016 au registre de transparence des représentants d'intérêts auprès de la Commission européenne. Il déclare en 2017 pour cette activité des dépenses annuelles d'un montant compris entre 50 000 et 100 000 euros.

### En France
Pour l'année 2021, Boiron déclare à la Haute Autorité pour la transparence de la vie publique exercer des activités de lobbying en France pour un montant compris entre 50 000 et 75 000 euros.

### Auprès des syndicats et sociétés d'homéopathes
D'après l'Institut National Homéopathique Français (INHF), Boiron intervient auprès de syndicats et d'associations homéopathes (Syndicat national des médecins homéopathes français, Société française d'homéopathie, Société savante d'homéopathie et d'autres), afin de coordonner des actions médiatiques et de mobilisation en faveur de l'homéopathie. C'est effectivement de cette façon que Boiron a lancé la Coalition pour l’homéopathie au Québec en 2019. La Fédération Française des Sociétés Homéopathiques reçoit chaque année plus de 150 000 €.

### Enseignement et formation
Le Centre d’Enseignement et de Développement de l’Homéopathie (CEDH) est une filiale de Boiron,. Selon la base de données publique Transparence Santé, le CEDH a reçu de Boiron 2 140 000 euros en 2017 et au moins 1 165 200 euros en 2018 (entre janvier et mai).
En 2011, la faculté Lyon-Sud de l’université Lyon 1 inaugure l’« amphithéâtre Boiron » financé à 50 % par les laboratoires Boiron. Christian Boiron, président des laboratoires Boiron, dispense des cours à Lyon-Sud, il est également membre du conseil d'administration de l’université Lyon 1,.
La faculté de pharmacie de l'université de Limoges a reçu un don de 25 000 €. La Fondation Université de Strasbourg a elle reçu 54 000 € en juillet 2019 et en juillet 2020.

### Dons
Boiron a déclaré, pour la période 2013-2018, 71 817 avantages en nature d'après la base Transparence-Santé. Parmi ces dons, Homéopathes Sans Frontière reçoit chaque année 11 000 €.